# رولز-رویس والتور
رولز-رویس والتور (به انگلیسی: Rolls-Royce Vulture) یک موتور هواگرد ساختِ کارخانهٔ رولز-رویس لیمیتد در کشور بریتانیا است . 